# Singapur (Film)
Singapur ist ein US-amerikanischer Abenteuerfilm aus dem Jahr 1947 von John Brahm mit Fred MacMurray und Ava Gardner in den Hauptrollen. Der Film wurde von Universal-International Pictures produziert.

## Handlung
Nach fünf Jahren Dienst in der Marine während des Zweiten Weltkriegs kehrt Matt Gordon, ein ehemaliger Perlenschmuggler und Schonerkapitän, nach Singapur zurück. Als sein Flugzeug gerade landet, betrachtet Gordon den auffälligen Ring an seinem Finger. Am Flughafen wird Gordon von Deputy Commissioner Hewitt befragt, der ihn davor warnt, Perlen aus der Kolonie zu schmuggeln. In seinem Hotel fragt Gordon nach seiner alten Suite, aber er erfährt, dass diese bereits von Mr. und Mrs. Bellows, amerikanischen Touristen, belegt ist. Als er an der Hotelbar Platz nimmt, erinnert sich Gordon an die Zeit vor fünf Jahren, als er mit der Liebe seines Lebens, Linda Grahame, an genau diesem Tisch saß. 
Obwohl Singapur von einer bevorstehenden Invasion bedroht ist, weigert sich Linda, Gordon zu verlassen, und sie beschließen, eine Heiratserlaubnis zu beantragen. Als die Nachricht vom japanischen Angriff eintrifft, verzichtet Reverend Barnes auf die gesetzliche Wartezeit von drei Wochen und stimmt einer Vorverlegung der Zeremonie zu. Am Weihnachtsabend, dem Vorabend ihrer Hochzeit, ziehen sich Gordon und Linda in ihr Hotelzimmer zurück, um zu feiern. Gordon spürt, dass etwas nicht stimmt und findet den Kleinkriminellen Sascha Barda im Schrank versteckt. Nachdem Barda die bedrohliche Bemerkung gemacht hat, dass Mr. Mauribus Gordon erwartet, verlässt er das Hotel. Linda überreicht Gordon daraufhin einen Ring mit der Inschrift „Ein Leben, eine Liebe“. Gordon schenkt ihr im Gegenzug eine Kette prächtiger Perlen. Am nächsten Tag fragt Hewitt Gordon nach der Herkunft der Kette und Linda behauptet, sie habe sie in New York gekauft. Auf dem Weg zur Kirche, um zu heiraten, gesteht Gordon Linda, dass er ein Perlenschmuggler ist und einen unschätzbar wertvollen Vorrat an Perlen versteckt hat. Während sie darauf warten, ihr Eheversprechen abzulegen, erfährt Gordon, dass das Militär das Hotel besetzt hat, und eilt zurück in sein Zimmer, um die Perlen zu holen, die er im Deckenventilator versteckt hat. Da ihm der Zutritt zu seinem Zimmer verweigert wird, eilt Gordon mitten in einem Bombenangriff zurück zur Kirche und findet dort das Gebäude in Flammen vor. Linda ist verschwunden. Gordon ist überzeugt, dass Linda tot ist und geht an Bord seines Schoners, um Singapur zu verlassen. Gordons Träumereien werden unterbrochen, als Barda erscheint und ihm mitteilt, dass Mauribus etwas hat, das ihm gehört. Gordon geht sofort zu Mauribus' Laden, wo dieser Lindas Halskette hervorholt, die in den Trümmern der Kirche gefunden wurde. Er bietet sie im Tausch gegen Gordons Perlenvorrat an. 
Zurück in der Gegenwart ist Gordon in der Hotelbar verblüfft, als er Linda mit einem fremden Mann tanzen sieht. Als Gordon sie jedoch auf der Tanzfläche anspricht, erkennt sie ihn nicht. Gordon findet heraus, dass Linda, die jetzt als Ann bekannt ist, mit dem Plantagenbesitzer Michael Van Leyden verheiratet ist. Am nächsten Tag besucht er sie und versucht, ihr Gedächtnis aufzurütteln, indem er den Namen ihrer ehemaligen Dienerin Ming Ling erwähnt. Als Linda, die an Amnesie leidet, nervös wird, nimmt Michael sie beiseite und sie müssen sich der Erkenntnis stellen, dass jemand aus ihrer Vergangenheit aufgetaucht ist, der sie identifiziert. Michael behauptet, Gordon sei ein zweifelhafter Mensch und überzeugt Linda, ihre Verbindungen zur Vergangenheit aufzugeben. Michael erzählt Gordon, dass Linda ihr Gedächtnis bei einem Luftangriff verloren hat und nicht länger daran interessiert ist, ihr früheres Leben wiederaufzunehmen. Später sucht die neugierige Linda Ming Ling auf, die sich an Lindas tiefe Liebe zu Gordon erinnert. Linda besucht Gordon in seinem Hotel und als er sie anfleht, ihre Romanze wiederaufzunehmen, antwortet sie, dass sie ihrem Mann, dem Mann, der ihr eine Zukunft gegeben hat, nicht wehtun werde. Gordon zieht den Ring von seinem Finger und gibt ihn Linda traurig zurück. 
Nachdem Linda das Hotel verlassen hat, folgt ihr Barda, der von dem Passfälscher Peppe erfahren hat, dass Gordon sie entführen will. Gordon bricht in das Zimmer der Bellows ein und ruft mit verstellter Stimme die Rezeption an, um eine Leiter zu holen, mit der er den kaputten Deckenventilator reparieren kann. Nachdem er den Pagen dazu gebracht hat, die Leiter stehen zu lassen, klettert Gordon zum Ventilator und will gerade die Perlen herausholen, als er Hewitt im Zimmer nebenan hört und die Perlen schnell in den Koffer der Bellows steckt. Als Hewitt Gordon im Flur begegnet, teilt er ihm mit, dass Linda vermisst wird. Gordon eilt zum Hafen, findet Peppe und befragt ihn über Lindas Verschwinden. Linda wird unterdessen von Mauribus und Barda gefangen gehalten, die sie über die Perlen verhören. Als Gordon von Peppe erfährt, dass Barda einen Nachtclub besitzt, geht er dorthin und verlangt, Barda zu sehen. Gordon gibt vor, dass Linda ihn betrogen und die Perlen gestohlen hat, und bringt Barda dazu, ihn zu Linda zu bringen. Nachdem er Linda auf den Boden geworfen hat, zieht Gordon eine versteckte Waffe, erschießt Barda und Mauribus und trägt die bewusstlose Linda in die Freiheit.
Als Linda wieder zu sich kommt, liegt sie im Bett ihres Mannes und ruft nach Gordon. Michael erkennt, dass sie immer noch in Gordon verliebt ist und gesteht reumütig, dass er ihre wahre Identität seit drei Jahren kennt. Er entbindet sie von ihrer Verpflichtung ihm gegenüber. Nachdem Gordon aus seinem Hotel ausgecheckt hat, geht er zum Flughafen, wo sein Gepäck von Zollbeamten sorgfältig durchsucht wird. Als er sieht, wie der Koffer der Bellows in ein Hinterzimmer gebracht wird, folgt Gordon ihm und gesteht, als er Hewitt dort antrifft, dass die Perlen in einem Schuhbeutel versteckt sind. Hewitt lässt Gordon frei, der sein Flugzeug besteigt. Michael fährt unterdessen mit Linda zum Flughafen und kommt gerade an, als Gordons Flugzeug abhebt. Aus Mitgefühl für die Notlage der Liebenden arrangiert Hewitt die Rückkehr des Flugzeugs zum Terminal, und Linda eilt die Startbahn hinunter, um sich mit ihrer Gordon wieder zu vereinen.

## Hintergrund
Gedreht wurde der Film vom 26. Februar bis Ende April 1947.
Laut Presseberichten verkaufte Seton I. Miller sein Drehbuch für 100.000 Dollar an Universal (2024: ca. 1,4 Millionen Dollar). Philip Dorn sollte in diesem Film mitspielen, musste aber wegen einer Lungenentzündung absagen. Laut Werbemeldungen des Studios wurden die Flughafenszenen am Flughafen von Palmdale gedreht. Spring Byington wurde von Metro-Goldwyn-Mayer und Editor William Hornbeck von Liberty Pictures ausgeliehen, um an diesem Film zu arbeiten.
Bernard Herzbrun und Gabriel Scognamillo oblag die künstlerische Leitung. Russell A. Gausman und Oliver Emert waren für das Szenenbild zuständig, Bud Westmore für das Maskenbild. Verantwortliche Toningenieure waren John A. Bolger Jr., Martin Brown und Charles Felstead.
1957 produzierte Universal mit Istanbul von Joseph Pevney eine Neuverfilmung.

## Synchronisation
Die deutsche Synchronfassung entstand 1950 im Auftrag der Elite Film in Berlin unter der Dialogregie von Ernst Schröder.
| Rolle                        | Schauspieler    | Deutscher Synchronsprecher |
| ---------------------------- | --------------- | -------------------------- |
| Matt Gordon                  | Fred MacMurray  | Ernst Wilhelm Borchert     |
| Linda Grahame/Ann Van Leyden | Ava Gardner     | Antje Weisgerber           |
| Michael Van Leyden           | Roland Culver   | Horst Caspar               |
| Dpt. Comm. Hewitt            | Richard Haydn   | Paul Wagner                |
| Mrs. Bellows                 | Spring Byington | Berta Drews                |
| Mr. Mauribus                 | Thomas Gomez    | Walther Suessenguth        |
| Sascha Barda                 | George Lloyd    | Paul Edwin Roth            |
| Peppe                        | Curt Conway     | Otto Matthies              |
| Jimmy                        | Philip Ahn      | Reinhold Brandes           |
| Dr. Chalcomb                 | Leslie Denison  | Konrad Wagner              |
| Tolson                       | Herbert Evans   | Hans Hessling              |

Anmerkung: Die kursiv geschriebenen Namen sind Rollen und Darsteller, die nicht im Abspann erwähnt wurden.

## Veröffentlichung
Die Premiere des Films fand am 13. August 1947 in New York statt. In der Bundesrepublik Deutschland kam er am 22. September 1950 in die Kinos, in Österreich 1951.

## Kritiken
Der Filmkritiken-Aggregator Rotten Tomatoes hat in einer Auswertung ein Publikumsergebnis von 14 Prozent positiver Bewertungen ermittelt.
Bosley Crowther von der The New York Times sah in dem Film eine ziemlich schlechte Entschuldigung für eine Unterhaltung, selbst als Juwelenschmuggel in der untersten Liga.
Das Lexikon des internationalen Films schrieb: „Konfektion mit Neigung zum Kitsch, streckenweise jedoch spannend.“